# 제레미 제임스 키스너
제레미 제임스 키스너(Jeremy James Kissner, 1985년 3월 24일 ~ )는 미국의 배우, 텔레비전 배우, 영화배우이다.
미니애폴리스에서 태어났다.

## 영화
- 펑키 멍키 (2004년) - 나단 역
- 에이 아이 (2001년) - 아이 역
- 플란다스의 개 (1999년)
- 위대한 유산 (1998년)